# Peder Wad
Peder Christian Holm Wad (født 25. januar 1817 i Arnsbjerg i Råsted Sogn ved Holstebro, død 13. december 1876 i Veggerslev nord for Grenå) var en dansk skolelærer og politiker.
Peder Wad var søn af gårdejer P. Christensen Wad. Han underviste på skoler i Tvis, Fabjerg og Staby Sogne i Vestjylland fra 1831 til 1836 hvorefter han tog lærereksamen på Snedsted Seminarium fra 1836 til 1838. Herefter var han huslærer hos pastor Hassenfeldt på Holmsland. I 1846 blev han skolelærer i Veggerslev nord for Grenå hvor han boede resten af sit liv. Wad var medlem af sognerådet i Veggerslev fra 1868 og sognerådsformand 1871-1876.
Han var medlem af Folketinget valgt i Randers Amts 4. valgkreds (Grenåkredsen) fra 4. august 1852 til 27. maj 1853. Han blev valgt ved folketingsvalget i 1852 og genvalgt i februar 1853. Han trådte tilbage ved valget i maj 1853 til fordel for sin personlige ven Frederik Barfod, men det lykkedes ikke  Barfod at blive valgt ved valget. Wad stillede ikke op igen senere.